# جیرو پایین
جیرو پایین (به لاتین: Jerwu Pa'in) یک منطقهٔ مسکونی در افغانستان است که در ولسوالی خواهان واقع شده‌است.